# جاك فاريل (لاعب كرة قاعدة أمريكي)
جاك فاريل (بالإنجليزية: Jack Farrell)‏ هو لاعب كرة قاعدة أمريكي، ولد في 5 يوليو 1857 في نيوآرك في الولايات المتحدة، وتوفي في 9 فبراير 1914 في Cedar Grove, New Jersey ‏ في الولايات المتحدة.

## وصلات خارجية
- جاك فاريل (لاعب كرة قاعدة أمريكي) على موقعبيزبول رفرنس.كوم (الدوري الرئيسي) (الإنجليزية)
- جاك فاريل (لاعب كرة قاعدة أمريكي) على موقعبيزبول رفرنس.كوم (الدوري الثانوي) (الإنجليزية)